# کاراهان تپه
کاراهان تپه (کردی: Girê Keçel‎) یک سایت باستان‌شناسی در استان شانلی اورفا در ترکیه است. این سایت به گوبکلی تپه نزدیک است و باستان شناسان نیز سنگ‌های T شکل مشابهی را در آنجا کشف کرده‌اند و معتقدند که این مکان‌ها به هم مربوطند. همچنین، طی کاوش‌ها ۲۵۰ ابلیسک حاوی پیکره‌های حیوانات را کشف کردند. به علاوه، این مکان ممکن است نخستین دهکدهٔ انسانی شناخته شده باشد، که تاریخ ساخت آن به پیش از ساخت گوبکلی تپه، بین ۹۰۰۰ تا ۱۱۰۰۰ سال قبل از میلاد بازمی‌گردد.
این سایت در نزدیکی گوبکلی تپه قرار دارد که اغلب سایت خواهر آن نامیده می‌شود. این منطقه توسط مردم محلی به نام Keçilitepe شناخته می‌شود. این بخشی از منطقه ای از مکان‌های مشابه است که اکنون به نام تاش تپلر شناخته می‌شود.